# Mu Leporis
Désignations
Mu Leporis (en abrégé μ Lep) est une étoile de la constellation du Lièvre. Sa magnitude apparente est de 3,29. D'après la mesure de sa parallaxe annuelle par le satellite Hipparcos, elle est située à environ 186 années-lumière de la Terre. Elle s'éloigne du Système solaire à une vitesse radiale de +26 km/s.
Mu Leporis est une sous-géante bleue-blanche de type spectral B9 IV:HgMn. C'est une étoile à mercure et manganèse ; cette classe d'étoiles chimiquement particulières présente des surabondances marquées en mercure (Hg), en manganèse (Mn), et en d'autres éléments comme des terres rares tel l'europium, et à l'inverse, des sous-abondances en calcium.
Mu Leporis est une variable de type α2 Canum Venaticorum, dont la magnitude apparente varie à peine d'un millième autour de 3,29 selon une période de 3,01 jours.